# غوستاف ميتسجر
غوستاف ميتسجر (بالألمانية: Gustav Metzger)‏ (و. 1926 – 2017 م) هو فنان، ورسام ألماني، ولد في نورنبرغ، شارك في دوكومنتا 5 ‏، توفي في لندن، عن عمر يناهز 91 عاماً.

## روابط خارجية
- غوستاف ميتسجر على موقع مونزينجر (الألمانية)
- غوستاف ميتسجر على موقع ديسكوغز (الإنجليزية)